# Prisma - Reșița
Prisma - Reșița este un ziar regional din Banat din România.